# Функціональний аналіз (хімія)
Функціональний аналіз — сукупність хімічних і фізичних методів аналізу, котрими якісно й кількісно визначають в органічних сполуках реакційно здатні функціональні групи. Найчастіше такими групами є гідроксильна, карбоксильна, аміногрупа, нітрогрупа та ін. Функціональний аналіз застосовують для встановлення структури невідомих сполук і контролю процесів виробництва хімічних продуктів.